# Stelis pyramidalis
Stelis pyramidalis är en orkidéart som beskrevs av O.Duque. Stelis pyramidalis ingår i släktet Stelis och familjen orkidéer. Inga underarter finns listade i Catalogue of Life.